# Ophiomyia cicerivora
Ophiomyia cicerivora är en tvåvingeart som beskrevs av Spencer 1961. Ophiomyia cicerivora ingår i släktet Ophiomyia och familjen minerarflugor.
Artens utbredningsområde är Pakistan. Inga underarter finns listade i Catalogue of Life.